# Pampa Tambo (Colomi)
Pampa Tambo ist eine Ortschaft im Departamento Cochabamba im südamerikanischen Andenstaat Bolivien.

## Lage im Nahraum
Pampa Tambo liegt in der Provinz Chapare und ist der zentrale Ort im Cantón Pampa Tambo im Municipio Colomi. Bei der Volkszählung von 2001 hatte der Ort noch zum Municipio Villa Tunari gehört, zusammen mit den Ortschaften Santa Isabel und Paracti zählt es seit der Volkszählung 2012 jedoch zum Municipio Colomi. Die Ortschaft liegt auf einer Höhe von 2540 m am linken, westlichen Ufer des Río Vinto, der flussabwärts über den Río Carmen Mayu (auch: Río Paracti), den Río Juntas de Corani und den Río Espiritu Santo zum Río Chapare fließt.

## Geographie
Pampa Tambo liegt in einem der Hochtäler der bolivianischen Cordillera Oriental auf halbem Wege zwischen Altiplano und Chapare-Tiefland. Das Klima ist gemäßigt und ein typisches Tageszeitenklima, bei dem die mittleren Temperaturschwankungen zwischen Tag und Nacht stärker ausfallen als zwischen der kalten und warmen Jahreszeit.
Die Jahresdurchschnittstemperatur der Region beträgt knapp 11 °C (siehe Klimadiagramm Colomi), die Monatswerte schwanken dabei nur unwesentlich zwischen 8 °C im Juni/Juli und knapp 14 °C im November. Der Jahresniederschlag beträgt rund 550 mm, bei einer ausgeprägten Trockenzeit von Mai bis September mit Monatsniederschlägen unter 15 mm und einer kurzen Feuchtezeit von Dezember bis Februar mit 90 bis 120 mm Monatsniederschlag.

## Verkehrsnetz
Pampa Tambo liegt in einer Entfernung von 81 Straßenkilometern nordöstlich der Stadt Cochabamba, der Hauptstadt des Departamentos.
Durch Cochabamba führt die Nationalstraße Ruta 4, die mit einer Länge von 1657 Kilometern das gesamte Land in West-Ost-Richtung durchquert. Die Straße beginnt im Westen bei Tambo Quemado an der chilenischen Grenze, passiert Cochabamba und Sacaba und erreicht nach 430 Kilometern Colomi. Die Straße führt dann weiter vorbei am Corani-See nach Pampa Tambo, Santa Isabel und Paracti, erreicht das Tiefland bei Villa Tunari, passiert Santa Cruz und endet bei Puerto Suárez im brasilianischen Grenzgebiet.

## Bevölkerung
Die Einwohnerzahl der Ortschaft ist in dem Jahrzehnt zwischen den beiden letzten Volkszählungen durch Neubautätigkeit deutlich angestiegen:
| Jahr | Einwohner         | Quelle       |
| ---- | ----------------- | ------------ |
| 1992 | keine Detaildaten | Volkszählung |
| 2001 | 30                | Volkszählung |
| 2012 | 275               | Volkszählung |
| 2024 |                   | Volkszählung |

Die Region weist einen hohen Anteil an Quechua-Bevölkerung auf, im Municipio Colomi sprechen 83,5 Prozent der Bevölkerung Quechua.